# Dalton Harris
Dalton Harris (Clarendon Parish, 29 december 1993) is een Jamaicaanse zanger.

## Carrière
In 2010 werd Harris de jongste winnaar van de Jamaicaanse zangwedstrijd Digicel Rising Stars, waar hij een geldprijs van $ 1,5 miljoen Jamaicaanse dollar won. Na zijn overwinning begon hij muziek uit te brengen in Jamaica. Vervolgens reisde hij vijf jaar door de Verenigde Staten om zijn bekendheid te vergroten. Hij bracht veel nummers uit zoals "I'm Numb", "Watch Over Me" en "That Wonderful Sound" in 2015, "All I Need", "Whisper in the Wind", "Unfaithful Chronicles" en "Dem Kinda Woman" in 2016 en "Perilous Time" in 2017. 
In 2018 bracht hij het gezamenlijke album Unintentional Astronaut uit met Mike Needler. In 2018 deed Harris mee aan seizoen 15 van The X Factor in het Verenigd Koninkrijk. Hij deed auditie voor de serie met het lied "Sorry Seems to Be the Hardest Word" van Elton John. Hij ontving vier keer een 'ja' van de juryleden Robbie Williams, Ayda Field, Louis Tomlinson en Simon Cowell. Hij nam deel aan de categorie "Boys" en werd gecoacht door Tomlinson. Harris werd de winnaar van het seizoen en kreeg naast een geldprijs ook een contract bij platenlabel Syco Music van Simon Cowell.